# Smicropus intercepta
Smicropus intercepta är en fjärilsart som beskrevs av Walker 1854. Smicropus intercepta ingår i släktet Smicropus och familjen mätare. Inga underarter finns listade i Catalogue of Life.